# Jeff Lowe

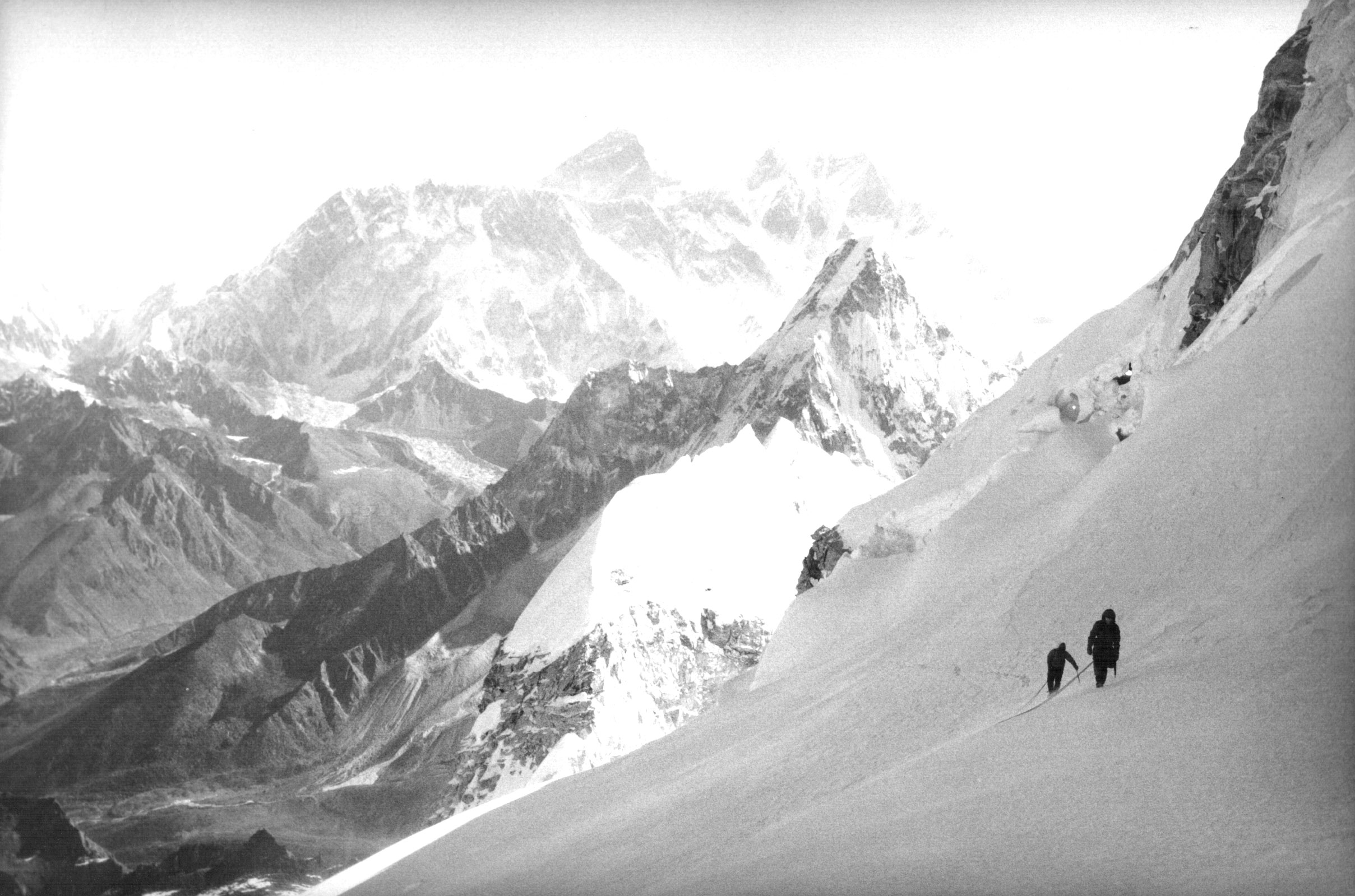
Alison Hargreaves und Jeff Lowe – Kangtega, 1. Mai 1986

Jeff Lowe (* 13. September 1950 in Ogden (Utah); † 24. August 2018 in Colorado) war ein US-amerikanischer Alpinist mit über 1000 Erstbesteigungen, u. a. in den Rocky Mountains, den Alpen und im Himalaya. Er galt als Verfechter des Alpinstils.

## Karriere
Lowe wird zugeschrieben, das moderne Eisklettern aus Europa in die Vereinigten Staaten gebracht und die Grenzen des Mixed-Klettern erweitert zu haben. Er gründete die Firmen Latok Mountain Gear und Cloudwalker. Er präsentierte die weltweit erste Softshell-Jacke während seiner Arbeit bei Latok Mountain Gear. Lowe war auf der Titelseite der Ausgabe vom 11. Dezember 1978 von Sports Illustrated zu sehen. In seinen früheren Jahren arbeitete Lowe für die Colorado Outward Bound School.
Ihm wird die Einführung des Eiskletterns als Disziplin der Winter-X-Games sowie die Erstausrichtung des Ouray Ice Festivals zugeschrieben. Er war Organisator des ersten internationalen Kletterwettbewerbs, der jemals in den USA (Snowbird (Utah)) im Jahr 1988 stattfand.
Lowe starb am 24. August 2018 im Beisein seiner Tochter Sonja und ihres Freundes, seines Cousins George Lowe und enger Freunde.

## Auszeichnungen
Lowe erhielt die Ehrenmitgliedschaft im American Alpine Club, der höchsten Auszeichnung des Clubs, für seine Kletterleistungen, seinen Beitrag zur Klettergemeinde und seine Vision. Er erhielt die Ehrenmitgliedschaft im British Alpine Club.
Lowe ist Gegenstand des biografischen Dokumentarfilms Jeff Lowes Metanoia 2014 unter der Regie von Jim Aikman.
Im Jahr 2017 gewann er den Piolet d’Or Lifetime Achievement Award.

## Ausgewählte Kletterleistungen
- 1958 Grand Teton, Wyoming mit seinem Vater
- 1971 Moonlight Buttress, Zion-Nationalpark, Utah. Erstbesteigung mit Mike Weis.
- 1972 erste Winterbesteigung des Grand Teton mit Greg Lowe
- 1973 North Face, Wetterhorn Peak, San-Juan-Gebirge, Colorado. Erstbesteigung mit Paul Hogan
- 1973 Northeast Corner, Keeler Needle, Sierra Nevada (Vereinigte Staaten). Erstbesteigung mit John Weiland
- 1974 Bridal Veil Falls (Telluride), Telluride (Colorado), Erstbesteigung mit Mike Weis.
- 1974 Green River Lake Dihedral, Squaretop, Wind River Range. Erstbesteigung mit Greg Lowe.
- 1975 Mount Kitchener (Alberta)s Grand Central Couloir mit Mike Weis
- 1979 Ama Dablam, Nepal solo
- 1980 Skyang Kangri – Versuch
- 1982 Kongde Ris Nordseite mit David Breashears
- 1985 Bird Brain Boulevard, Ouray, Colorado
- 1990 Nameless Tower, Slowenenroute 2. freie Begehung mit Catherine Destivelle
- 1991 Metanoia, eine neue direkte Route der Eiger-Nordwand, die er alleine und ohne Bohrhaken eröffnet hat[1]
- 1994 Octopussy, Vail (Colorado)

Sein Versuch, 1978 den Latok I mit Jim Donini, Michael Kennedy und George Lowe zu besteigen, wird als schwierigster derzeit unbeendeter Versuch der Welt gesehen.

## Filmografie
- 1979: The Ice Experience
- 1986: Climbing
- 1996: Waterfall Ice
- 1997: Alpine Ice: Jeff Lowe’s Climbing Techniques
- 2004: Clean Walls